# 毛脉紫菀
毛脉紫菀（学名：Aster trichoneurus）为菊科紫菀属的植物，是中国的特有植物。分布于中国大陆的云南等地，生长于海拔2,700米的地区，多生长在山沟中，目前已由人工引种栽培。